# Ибн Асакир
Аль-Хафиз Сикат-ад-ди́н Абу́-ль-Каси́м ‘Али́ ибн аль-Хаса́н ад-Димашки́ (араб. أبو القاسم علي بن الحسن بن هبة الله بن عساكر الدمشقي‎), известен как Ибн Аса́кир (араб. ابن عساكر‎; 1105, Дамаск — 25 января 1176, Дамаск) — исламский учёный-богослов, хадисовед, историк и правовед шафиитского мазхаба. Представитель арабской региональной историографии. Автор арабского биографического словаря Тарих мадинат Димашк (История Дамаска), содержащий около 10 000 биографий людей (среди них 200 женщин), которые жили в городе. Ученик Абу-н-Наджиба Сухраварди.

## Биография

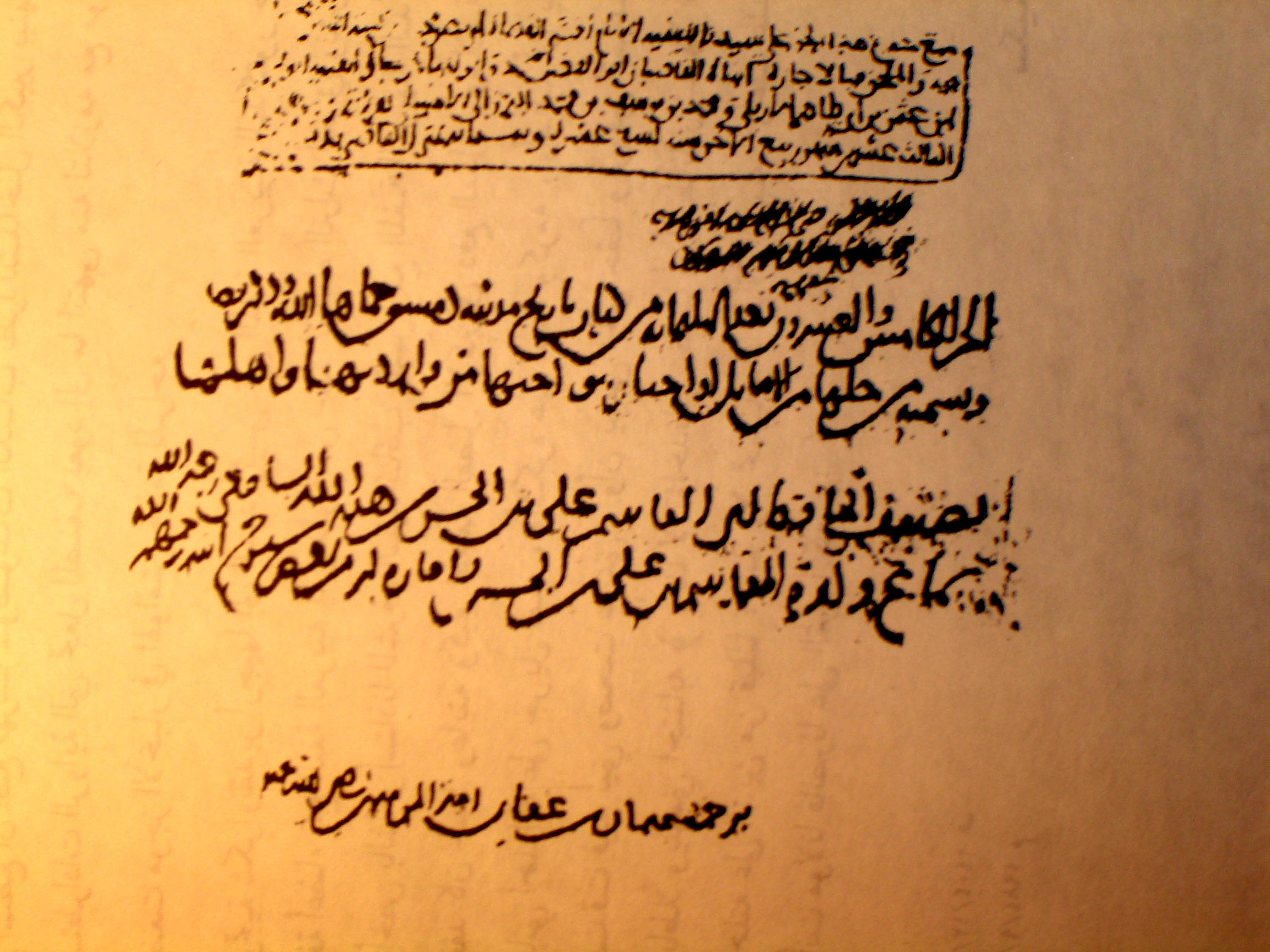
Страница из рукописи «Истории Дамаска».

Его полное имя: Аль-Хафиз Сикат-ад-дин Абу-ль-Касим ‘Али ибн аль-Хасан ибн Хибатуллах ибн ‘Абдуллах ибн аль-Хусейн ибн ‘Асакир ад-Димашки аш-Шафи‘и аль-Аш‘ари (араб. الحافظ المورخ علی بن الحسن بن هبة اللہ بن عبد اللہ بن الحسین الدمشقی الشافعی‎). Самый известный член дамасского рода бану ‘Асакир. Родился в 1105 году в Дамаске. Обучался под руководством отца и старшего брата. В 20-летнем возрасте в поисках знаний отправился в Багдад. Через год он совершил паломничество в Мекку и Медину. Вернувшись из паломничества, он 5 лет провёл в медресе Низамия и возвратился в Дамаск.
В 1135 году, после смерти матери Ибн Асакир отправился в Хорасан, где посетил такие крупные города, как Асбахан, Мерв, Тебриз, Бейхак, Рей, Герат и др. Через 4 года Ибн Асакир возвратился в Дамаск и начал обучать студентов медресе «Дар аль-хадис ан-нурия» или просто «ан-Нурия».
Умер в 1176 году в Дамаске.

## Труды
Ибн Асакир является автором множества книг наибольшую известность из которых получил 80-томный труд «История города Дамаск» (Тарих мадинат Димашк). «История Дамаска» содержит главным образом биографии выдающихся людей, связанных с Дамаском, а также много ценных сведений по истории этого города и Сирии.

## Учителя
Среди его учителей такие известные богословы как:
- Абу-ль-Касим ибн аль-Хасин,
- Абу Галиб ибн аль-Бана,
- ‘Абдуллах ибн Мухаммад аль-Газаль,
- ‘Умар ибн Ибрахим аз-Зайди,
- Абу ‘Абдуллах аль-Фарави,
- ‘Абду-ль-Муним ибн ‘Абду-ль-Карим аль-Кушайри,
- Абу ‘Абдуллах аль-Адиб,
- Абу-ль-Касим ан-Насиб,
- Абу-ль-Хасан ас-Сулами,
- Абу Тахир аль-Ханаи,
- Абу-ль-Хасан ад-Динавари,
- Кади аль-Маристан,
- ‘Али ибн Хасан аль-Балхи,
- Хибатуллах ибн Зебиди,
- Са‘ид ибн Абу Риджа,
- Хусейн ибн ‘Абду-ль-Малик аль-Халляль,
- Юсуф ибн Айюб аль-Хамадани,
- Тамим ибн Абу Са’ид аль-Джурджани и др.[3]

## Ученики
Среди его учеников такие известные богословы как:
- Его сын аль-Касим,
- Абу Джа‘фар аль-Куртуби,
- ‘Абду-ль-Кадир ар-Рахави,
- Абу-ль-Касим ибн Сасари,
- Абу Исхак Ибрахим ибн аль-Хушу‘и,
- Мухаммад ибн Хасан аль-Хумси,
- Абу Са‘д ас-Сам‘ани,
- Абу-ль-‘Аля аль-Хамдани,
- Ма’мар ибн Факир,
- Садиду-д-дин аль-Макки и др.[3]